# Condado de Tehama
O condado de Tehama (em inglês:  Tehama County) é um dos 58 condados do estado americano da Califórnia. Foi fundado em 1856. A sede e cidade mais populosa do condado é Red Bluff.

## Geografia
De acordo com o United States Census Bureau, o condado possui uma área de 7 672 km², dos quais 7 640 km² estão cobertos por terra e 32 km² por água.

## Demografia
Segundo o censo nacional de 2010, o condado possui uma população de 63 463 habitantes e uma densidade populacional de 8,3 hab/km². Possui 26 987 residências, que resulta em uma densidade de 3,5 residências/km².
Das 3 localidades incorporadas no condado, Red Bluff é a mais populosa, com 14 076 habitantes, enquanto que Corning é a mais densamente povoada, com 833 hab/km². Tehama é a menos populosa, com 418 habitantes. De 2000 para 2010, a população de Corning cresceu quase 14% e a de Tehama reduziu em 3%. Apenas uma cidade possui população superior a 10 mil habitantes.